# Čagataj
Čagataj kan (mongolsko Цагадай, Čagadaj, srednje mongolsko ᠴᠠᠭᠠᠲᠠᠶ Čaɣataj, ujgursko چاغاتايخان, Čagataj-Han, kitajsko 察合台, Čágětái, turško Çağatay, perzijsko جغتای, Džogataj) je bil drugi sin mongolskega kana Džingiskana in njegove žene Börte, * 22. december 1183,  1. julij 1242, Almalik.
Bil je vročeglav in nestrpen do svojih sorodnikov, zlasti do starejšega brata Džočija, katerega je na volitvah za velikega kana brezpogojno zavračal. V tem pogledu je bil najbolj glasen med vsemi svojimi sorodniki. Njegov sin Mutugen je bil ubit med obleganjem Bamiyana leta 1221.
Po očetovi smrti je nasledil večino ozemlja petih sedanjih srednjeazijskih držav: Kazahstana, Kirgizistana, Tadžikistana in Uzbekistana. Džingiskan ga je imenoval tudi za nadzornika izvrševanja Jasse, pisanega zakonika, ki ga je sam objavil.

## Življenje

### Pod Džingiskanom
O Čagatajevem življenju med očetovo vladavino je znanega zelo malo. Bil je drugi sin Džingiskana in Börte. Sorodniki so ga imeli zaradi njegovega nesprejemanja Džočija za pravega brata za vročeglavega in temperamentnega moža.  Med svojimi sorodniki je bil glede tega najbolj glasen.
Oče mu je leta 1206 dodelil 4 mingane, ki so jih vodili Karačar iz Barlasa, Kököčü iz Baarina, Müge iz Jalairsa in Idikudaj Nojan, in apanažo okoli Altajskega gorovja.
Leta 1211 se je z Džočijem in Ogedejem udeležil invazije na dinastijo Jin, osvojil več mest in leta 1213 napadel Šaanši in Henan in izropal Janggu. Kasneje se je z brati udeležil očetove invazije na Horezm, v kateri so Mongoli leta 1218 osvojili Otrar, leta 1220 Samarkand in marca-aprila 1221 Urgenč. Pohod na Urgenč je bil znatno težji, ker sta se Čagatai in Džoči v njem sprla. Po tem incidentu je bil Ogedej imenovan za poveljnika oblegovalske vojske, Čagataj pa je dobil nalogo, da vzdržuje komunikacije med mongolskimi vojskami z gradnjo mostov in popravljeanjem cest. Med obleganjem Talakana se je vrnil na očetovo stran. Čagataja je  zelo prizadela smrt sina Mukutana med obleganjem Bamijana leta 1221. Udeležil se je bitke blizu reke Ind, v kateri je bil poražen Džalal ad-Din Mingburnu. Kasneje je poveljeval zaščitnici med osvajanjem Zahodne Šja.

### Med vladanjem Ögedeja in Töregene
Čagataj je leta 1227 po očetu nasledil ozemlje, ki je kasneje postalo znano kot Čagatajski kanat s prestolnico v mestu Almalik na skrajnem vzhodu njegovega gospostva. Razlogi, da je za prestolnico izbral to oddaljeno mesto in ne Buhare ali Samarkanda, so bili verjetno tehtni.
Kot najstarejši preživeli sin in glava hiše je bil prisoten na slovesnosti ustoličenja brata Ögedeja 13. septembra 1229 in podprl njegovo vladavino. Ögedej mu je v zameno poslal za varovanca svojega sina Güjüka. Državnik in zgodovinar Rašid al-Din Hamadani je trdil, da je Čagataj umrl malo pred Ögedejem, perzijski zgodovinar Ata-Malik Džuvejni pa da ne in da je močno podpiral regentko Töregene, vendar je kmalu zatem umrl tudi on.

## Uprava
Njegovi znani vezirji so bili Vadžir, Baha al-Din Marginani in Habaš Amid. Vadžirja so različni avtorji opisovali kot Turka, Ujgura Kitanca. Na Čagatajev dvor ga je pripeljal Kušuk Nojan iz plemena Džalair. Ko je napisal knjigo o zgodovini Mongolskega cesarstva, ga je Čagataj zelo cenil. Dovolil mu je celo usmrtiti eno od njegovih snah, obtoženo prešuštva. Po Čagatajevi smrti sta bila Vadžir in Čagatajev osebni zdravnik Madžom al-Din usmrčena, ker  ju je njegova vdova Jesülün obtožila zastrupitve Čagataja.
Habaš Amid je bil muslimanski Horezmijec iz Otrarja in prvotno tajnik. Čagataju je bil dodeljen leta 1218. Čistko je preživel, ker je bil prijatelj Čagatajevega sina Jesüja Möngkeja. Kasneje je bil usmrčen tudi on.

## Družina
Čagataj je imel dve glavni ženi in več drugih žen in priležnic:
- Jesulun hatun — hčerka Kata Nojana iz plemena Kongratov in Börtina sestrična 
  1. Mutukan — ubit med obleganjem Bamjana leta 1221
    1. Baidžu
    2. Büri (umrl 1252) — poveljnik mongolske invazije v Evropo
    3. Jesünto'a
    4. Kara Hülegü (umrl pred 1221) — kan (1242-1246, 1252)

  2. Belgeši (okoli 1209 - okoli 1222) — umrl kmalu po Mutukanu
  3. Jesu Mongke — kan (1246–1252)

- Togen hatun — sestra Yesülün Katun
- Sevinč hatun — hčerka Bura Hadžiba[14]
- Ebuskun — dokazana samo v besedilu Tarik-i-Rašidi,[15] verjetno ista oseba kot Jesülün
- Otroci s priležnicami
  1. Moči Jebe — najstarejši sin, ki ni bil deležen velikega očetovega spoštovanja, Batu Kanov zet[16][17][18] in vladal na zemlju na levem bregu Dnepra
    - Teguder — ilkanatski poveljnik v Gruziji
    - Ahmad — poveljnik pod Barakom
    - Tekši — imel je sina Tabudugarje in vnuke Togana, Hokolkuja, Koriktaja in Kutluk-Timurja
    - Nom-Kuli
    - Bük-Buka
    - Temüder
    - Kotan
    - Čeče
    - Čičektü — imej je sinova Šadbana in Kušmana
    - Išal — imel je sinova Kan Buka Uladaja
    - Tokhan — imel je sinove Koriktaja, Bük-Buka in Nom-Kulija

  2. Sarban
    1. Kušiki — poveljnik med mongolskim osvajanjem kitajske dinastije Song
    2. Negübej — kan (1271-1272)

  3. Bajdar — poveljnik mongolske invazije v Evropo
    1. Algu — kan (1260-1265)

  4. Baidžu 
    1. Moči (okoli 1279) — poveljnik Karaunasa[19]
      1. Abdulah (okoli 1279-1298) — poveljnik Karaunasa[19]

### Družinsko drevo
|          |          |          |          |          |          |  |  | Jesugej Bagatur | Jesugej Bagatur | Jesugej Bagatur | Jesugej Bagatur | Jesugej Bagatur | Jesugej Bagatur |       |       |             |             |             |             |             |             |  |  | Hölun    | Hölun    | Hölun    | Hölun    | Hölun    | Hölun    |  |  |        |        |        |        |        |        |        |        |                       |                       |                       |                       |                       |                       |       |       |       |       |       |       |       |       |  |  |
|          |          |          |          |          |          |  |  | Jesugej Bagatur | Jesugej Bagatur | Jesugej Bagatur | Jesugej Bagatur | Jesugej Bagatur | Jesugej Bagatur |       |       |             |             |             |             |             |             |  |  | Hölun    | Hölun    | Hölun    | Hölun    | Hölun    | Hölun    |  |  |        |        |        |        |        |        |        |        |                       |                       |                       |                       |                       |                       |       |       |       |       |       |       |       |       |  |  |
|          |          |          |          |          |          |  |  |                 |                 |                 |                 |                 |                 |       |       |             |             |             |             |             |             |  |  |          |          |          |          |          |          |  |  |        |        |        |        |        |        |        |        |                       |                       |                       |                       |                       |                       |       |       |       |       |       |       |       |       |  |  |
|          |          |          |          |          |          |  |  |                 |                 |                 |                 |                 |                 |       |       |             |             |             |             |             |             |  |  |          |          |          |          |          |          |  |  |        |        |        |        |        |        |        |        |                       |                       |                       |                       |                       |                       |       |       |       |       |       |       |       |       |  |  |
| Belgudej | Belgudej | Belgudej | Belgudej | Belgudej | Belgudej |  |  | Bekter          | Bekter          | Bekter          | Bekter          | Bekter          | Bekter          |       |       | Džoči Kasar | Džoči Kasar | Džoči Kasar | Džoči Kasar | Džoči Kasar | Džoči Kasar |  |  | Kadžijun | Kadžijun | Kadžijun | Kadžijun | Kadžijun | Kadžijun |  |  | Temüge | Temüge | Temüge | Temüge | Temüge | Temüge |        |        | Temudžin (Džingiskan) | Temudžin (Džingiskan) | Temudžin (Džingiskan) | Temudžin (Džingiskan) | Temudžin (Džingiskan) | Temudžin (Džingiskan) |       |       | Börte | Börte | Börte | Börte | Börte | Börte |  |  |
| Belgudej | Belgudej | Belgudej | Belgudej | Belgudej | Belgudej |  |  | Bekter          | Bekter          | Bekter          | Bekter          | Bekter          | Bekter          |       |       | Džoči Kasar | Džoči Kasar | Džoči Kasar | Džoči Kasar | Džoči Kasar | Džoči Kasar |  |  | Kadžijun | Kadžijun | Kadžijun | Kadžijun | Kadžijun | Kadžijun |  |  | Temüge | Temüge | Temüge | Temüge | Temüge | Temüge |        |        | Temudžin (Džingiskan) | Temudžin (Džingiskan) | Temudžin (Džingiskan) | Temudžin (Džingiskan) | Temudžin (Džingiskan) | Temudžin (Džingiskan) |       |       | Börte | Börte | Börte | Börte | Börte | Börte |  |  |
|          |          |          |          |          |          |  |  |                 |                 |                 |                 |                 |                 |       |       |             |             |             |             |             |             |  |  |          |          |          |          |          |          |  |  |        |        |        |        |        |        |        |        |                       |                       |                       |                       |                       |                       |       |       |       |       |       |       |       |       |  |  |
|          |          |          |          |          |          |  |  |                 |                 |                 |                 |                 |                 |       |       |             |             |             |             |             |             |  |  |          |          |          |          |          |          |  |  |        |        |        |        |        |        |        |        |                       |                       |                       |                       |                       |                       |       |       |       |       |       |       |       |       |  |  |
|          |          |          |          |          |          |  |  |                 |                 |                 |                 |                 |                 | Džoči | Džoči | Džoči       | Džoči       | Džoči       | Džoči       |             |             |  |  | Čagataj  | Čagataj  | Čagataj  | Čagataj  | Čagataj  | Čagataj  |  |  |        |        |        |        | Ögedej | Ögedej | Ögedej | Ögedej | Ögedej                | Ögedej                |                       |                       |                       |                       | Toluj | Toluj | Toluj | Toluj | Toluj | Toluj |       |       |  |  |

## Zapuščina
Rašid al-Din Hamadani ga opisuje kot pravičnega in kompetentnega vladarja. 
Minhadž-i Siradž Džuzdžani je o njem menil, da je dostojanstven in odprtega srca. Muslimanski avtorji so nanj gledali negativno in sovražno, ker je strogo uveljavljal mongolski zakon Jasa proti islamskemu šeriatskemu pravu in z njim povezanimi običaji.
Po njem se imenujejo čagatajski jezik, ljudstvo z imenom Čugtaj, mesto Džogataj v Iranu in vas Ciğatay v Azerbajdžanu.